# Os pterygoides
Het os pterygoides is een dubbel botje in het palatum van vele gewervelden. Het zit achter het os palatinum.
Bij de mens is het geëvolueerd naar de processus pterygoides ossis sphenoidis, ofwel vleugelvormige uitsteeksel.